# Сакамото, Каори
Каори Сакамото (яп. 坂本 花織, род. 9 апреля 2000, Кобе, Япония) — японская фигуристка, выступающая в одиночном катании. Бронзовый призёр Олимпийских игр в личном и серебряный призёр в командном турнире (2022), трёхкратная чемпионка мира (2022, 2023, 2024), серебряный призёр чемпионата мира (2025), чемпионка четырёх континентов (2018), победительница финала Гран-при (2023), серебряный призёр Азиатских игр (2025), пятикратная чемпионка Японии (2019, 2022—2025) и двукратный серебряный призёр чемпионата Японии (2018, 2021). Бронзовый призёр чемпионата мира среди юниоров (2017) и финала юниорского Гран-при (2016). Серебряный (2019, 2025) и бронзовый (2021, 2023) призёр командного чемпионата мира.
По состоянию на 7 апреля 2025 года занимает 1-е место в рейтинге Международного союза конькобежцев.

## Карьера

### Ранние годы
Каори Сакамото родилась в последний год XX века в Кобе. Фигурным катанием начала заниматься с детских лет.

### Сезон 2013/2014
В олимпийский сезоне она дебютировала на юниорском этапе Гран-при в Чехии. В этот сезон она финишировала восьмой на национальном первенстве среди юниоров.

### Сезон 2014/2015
На следующий сезон фигуристка также выступала на домашнем этапе Гран-при. Стала вице-чемпионкой в первенстве Японии среди юниоров и получила право дебютировать на национальном чемпионате и мировом юниорском чемпионате в Таллине, где финишировала в числе шести лучших.

### Сезон 2015/2016
В следующий сезон японка начала рано сезон. Она стартовала на взрослом турнире Кубке Азии, где выиграла бронзовую медаль. Затем приняла участие в двух этапах юниорского этапа Гран-при в Латвии (выиграла серебряную медаль) и Польше (финишировала четвёртой).
Не совсем удачно выступила на национальных чемпионатах, однако в феврале она выступала в Норвегии на II зимних юношеских Олимпийских играх, где была в числе шести лучших.

### Сезон 2016/2017
В предолимпийский сезон японская одиночница выступала вновь на юниорских этапах Гран-при дома (выиграла его) и во Франции, где была второй. Это позволило ей выйти в юниорский финал Гран-при в Марсель. Во Франции Каори выиграла бронзовую медаль. Вскоре после этого она выиграла первенство Японии среди юниоров и была в восьмёрке лучших фигуристок Японии в национальном первенстве.
В середине марта Сакамото выступала в Тайбэе на юниорском мировом чемпионате, где в сложной борьбе сумела занять третье место. При этом она улучшила все свои прежние спортивные достижения.

### Сезон 2017/2018: Олимпийские игры
Новый олимпийский сезон Сакамото начала очень рано в августе на Кубке Азии, который она выиграла. В сентябре японская одиночница выступала в Солт-Лейк-Сити, где на турнире U.S. International Figure Skating Classic она финишировала рядом с пьедесталом.
Через месяц она дебютировала в серии Гран-при на российском этапе, где фигуристка финишировала в середине турнирной таблицы. При этом ей удалось улучшить своё прежнее достижение в короткой программе. В конце ноября японка выступила на американском этапе Гран-при в Лейк-Плэсиде, где она финишировала второй. При этом вновь были улучшены все прежние спортивные достижения.
В конце декабря на национальном чемпионате фигуристка боролась за золото, но в упорной борьбе финишировала только второй. Через месяц в Тайбэе на континентальном чемпионате она преподнесла специалистам огромный сюрприз. Ей удалось стать чемпионкой и при этом она улучшила все прежние свои достижения. В середине февраля в Южной Корее на командном турнире Олимпийских игр она заменила одиночницу и выступала с произвольной программой. Каори в Канныне финишировала в произвольной программе последней. Японская сборная в итоге финишировала пятой. В конце февраля на личном турнире Олимпийских игр японская фигуристка финишировала на шестом месте. Ей удалось улучшить своё прошлое спортивное достижение в короткой программе.

### Сезон 2018/2019
В октябре выступила на этапе Гран-при Skate America, после короткой программы заняла второе место с 71,29 балла, в произвольной программе также заняла второе место с 142,61 балла, по итогу завоевала серебряную медаль с суммой баллов 213,90. На втором этапе Гран-при Хельсинки, в короткой программе заняла седьмое место с 57,26 балла, в произвольной программе заняла второе место с 140,16 балла, в итоге завоевав бронзовую медаль с суммой баллов 197,42. В финале Гран-при, в короткой программе заняла четвёртое место с 70,23 балла, в произвольной программе также четвёртое место с 141,45 балла, по итогу заняв четвёртое место с суммой баллов 211,68.
В декабре выступила на чемпионате Японии, где завоевала золотую медаль.
В феврале выступила на чемпионате четырёх континентов, после короткой программы расположилась на втором месте с 73,36 балла, в произвольной программе расположилась на четвёртом месте с 133,43 балла, по итогам двух программ заняла четвёртое место с суммой баллов 206,79.
В марте выступила на чемпионате мира, проходившем в Сайтаме. В короткой программе расположилась на втором месте с 76,86 балла, в произвольной программе расположилась на пятом месте с 145,97 балла, по сумме двух программ заняла пятое место с суммой баллов 222,83. В апреле выступила на командном чемпионате мира 2019, проходившем в Фукуоке, где заняла третье место в короткой и произвольной программах. Сборная Японии завоевала серебро турнира.

### Сезон 2019/2020
В сентябре выступила на турнире мемориал Ондрея Непелы, где после короткой программы занимала четвёртое место с 59,97 балла, в произвольной программе заняла второе место с 134,45 балла, по итогу завоевала серебряную медаль этого турнира с суммой баллов 194,42.
В октябре выступила на этапе Гран-при Skate America, после короткой программы была на втором месте с 73,25 балла, в произвольной программе на четвёртом месте с 129,22 балла, по итогу расположилась на четвёртом месте с 202,47 балла. В ноябре выступила на третьем этапе Гран-При Internationaux de France, в короткой программе была на шестом месте с 64,08 балла, в произвольной на четвёртом месте с 135,16 балла, по итогу заняла четвёртое место с суммой баллов 199,24.
На чемпионате Японии заняла шестое место.
Несмотря на то, что она заняла шестое место на национальном чемпионате, она отобралась на чемпионат четырёх континентов. На чемпионате четырёх континентов в короткой программе была на четвёртом месте с 73,07 балла, в произвольной программе на восьмом месте с 129,72 балла, по итогу заняла пятое место с суммой баллов 202,79. В произвольной программе попыталась исполнить четверной тулуп, однако упала с прыжка и он был оценён судьями с понижением.

### Сезон 2020/2021
Новый сезон начала на этапе Гран-при NHK Trophy, где завоевала золотую медаль. На чемпионате Японии заняла второе место.
В марте выступила на чемпионате мира, проводившемся в Стокгольме. После короткой программы расположилась на шестом месте с 70,38 балла, в произвольной программе расположилась на пятом месте с 137,42 балла, по итогу заняла шестое место с суммой баллов 207,80. В апреле в составе сборной Японии выступила на командном чемпионате мира в Осаке. В короткой программе заняла третье место, в произвольной стала второй, а сборная Японии завоевала бронзовую медаль.

### Сезон 2021/2022
Новый олимпийский сезон начала на турнире Asian Open Figure Skating Trophy, где в короткой программе расположилась на промежуточном первом месте с 76,70 балла, в произвольной программе расположилась на втором месте с 125,58 балла, по итогу завоевала серебряную медаль турнира с суммой балов 202,28.
В конце октября выступила на первом этапе серии Гран-при Skate America, где в короткой программе заняла четвёртое место с 71,16 балла, в произвольной программе заняла третье место с 144,77 балла, в итоге став четвёртой в общем зачете. В ноябре выступила на четвёртом этапе серии Гран-при NHK Trophy, где в короткой программе заняла первое место с 76,56 балла, в произвольной программе заняла также первое место с 146,78 балла, с суммой баллов 223,34 выиграла турнир.
По итогам шести этапов серии Гран-при в 2021 году Каори набрала 24 очка и стала единственной из японских одиночниц, отобравшихся в финал серии, который должен был состояться с 9 по 12 декабря в японской Осаке, но из-за угрозы распространения омикрон-штамма коронавирусной инфекции турнир был отменён.
В конце декабря выступила на чемпионате Японии, где завоевала золотую медаль. По результатам национального первенства Сакамото вошла в состав сборной Японии на Олимпийские игры в Пекине и на чемпионат мира в Монпелье.
На Олимпийских играх Сакамото приняла участие в командных соревнованиях. Фигуристка выступила в произвольной программе, без ошибок исполнила свою программу, по её итогам стала второй и принесла японской команде 9 очков. Сборная Японии стала бронзовыми призёрами командного турнира.
В личном турнире в короткой программе фигуристка чисто исполнила свою программу и расположилась на промежуточном третьем месте с 79,84 балла и улучшила свой личный рекорд. По итогам произвольной программы также расположилась на 3-м месте, при этом улучшила свой лучший результат по произвольной программе и в общей сумме, с общей суммой баллов 233,13 завоевала бронзовую медаль.
В марте выступила на чемпионате мира. Российских спортсменов отстранили от соревнований в связи со вторжением России в Украину, что делало Каори одной из претенденток на золотую медаль. После короткой программы расположилась на первом месте с 80,32 балла, в произвольной программе расположилась также на первом месте с 155,77 балла. По сумме баллов за обе программы получила 236,09 и выиграла чемпионат, при этом улучшила свои результаты в короткой программе, в произвольной и в общей сумме баллов.

### Сезон 2022/2023
Новый сезон начала на турнире серии «Челленджер» Lombardia Trophy, после короткой программы расположилась на 1 месте с 72,93 балла, в произвольной программе заняла 2 место с 132,40 балла, в итоге заняла 2 место с суммой баллов 205,33. 
В октябре приняла участие в первом этапе серии Гран-при Skate America, в короткой программе расположилась на 1 месте с 71,72 балла, в произвольной программе также расположилась на 1 месте с 145,89 балла, в итоге завоевала золотую медаль с суммой баллов 217,61. В ноябре выступила на пятом этапе Гран-при NHK Trophy, где после короткой программы расположилась на 2 месте с 68,07 балла, в произвольной программе расположилась на 1 месте с 133,80 балла, в итоге заняла 2 место с суммой баллов 201,87. В декабре выступила в финале Гран-при, где после короткой программы расположилась на 1 месте с 75,86 балла, в произвольной программе расположилась на 6 месте с 116,70 балла, в итоге заняла 5 место с суммой баллов 192,56.
В декабре 2022 года в третий раз завоевала золотую медаль на чемпионате Японии. В январе выступила на Универсиаде, в короткой программе заняла 1 место, в произвольной программе заняла 2 место, по итогу завоевала серебряную медаль. В феврале приняла участие в турнире Challenge Cup, который уверенно выиграла с отрывом общей суммы баллов в 25,12. 
В марте выступила на чемпионате мира без ошибок исполнила свою короткую программу и заняла промежуточное первое место с 79,24 балла. В произвольной программе в каскаде с тройным флипом вместо тройного прыгнула одинарный флип, остальные элементы исполнила без ошибок и заняла второе место по произвольной программе с 145,37 балла. За обе программы набрала 224,61 балла и выиграла чемпионат, став двукратной чемпионкой мира.

## Программы
| Сезон     | Короткая программа | Произвольная программа | Показательные номера |
| --------- | --- | --- | --- |
| 2024—2025 | - «Resurrección del Ángel» - «La muerte del Ángel» Астор Пьяццолла в исполнении Гидона Кремера хореография: Роэн Уорд                           | - «All That Jazz» в исполнении Кэтрин Зета-Джонс, Рене Зеллвегер хореография: Мари-Франс Дюбрёй                                                                                | - «Poison» Фрея Райдингз хореография: Кана Мурамото                                                                                                   |
| 2023—2024 | - «Baby, God Bless You» Синъя Киёдзука хореография: Джеффри Баттл                                                                               | - «Wild Is the Wind» - «Feeling Good» в исполнении Лорин Хилл хореография: Мари-Франс Дюбрёй                                                                                   | - «Elastic Heart» (Violin cover) в исполнении Лена Ёкояма хореография: Мари-Франс Дюбрёй                                                              |
| 2022—2023 | - «Rock with U» - «Feedback» Джанет Джексон хореография: Роэн Уорд                                                                              | - «Elastic Heart» Сиа, Томас Пенц, Эндрю Свенсон хореография: Мари-Франс Дюбрёй                                                                                                | - «Love Shack» The B-52's - «Tango Amore» Эдвин Мартон хореография: Бенуа Ришо - «Heart Upon My Sleeve» Авичи и Imagine Dragons хореография: Юка Сато |
| 2021—2022 | - «Now We Are Free» (из фильма «Гладиатор») Лиза Джеррард и Ханс Циммер хореография: Бенуа Ришо                                                 | - «No More Fight Left In Me» Имани, Арман Амар - «Tris» Элли Голдинг, Junkie XL хореография: Бенуа Ришо                                                                        | - «Tango Amore» Эдвин Мартон - «Lose You to Love Me» Селена Гомес хореография: Бенуа Ришо                                                             |
| 2020—2021 | - «Prelude No. 2» Иоганн Себастьян Бах в исполнении Jacques Loussier Trio - «Bach A La Jazz» Мэтт Херскауиц и Мэри Керр хореография: Бенуа Ришо | - «Матрица»: - «Trinity Infinity» - «Clubbed To Death» - «Chateau Vol.2» Дон Дэвис хореография: Бенуа Ришо                                                                     | - «Jin» Tsukuyomi |
| 2019—2020 | - «No Roots» Элис Мертон хореография: Ше-Линн Бурн                                                                                              | - «Матрица»: - «Trinity Infinity» - «Clubbed To Death» - «Chateau Vol.2» Дон Дэвис хореография: Бенуа Ришо                                                                     | - «Jin» Tsukuyomi |
| 2018—2019 | - «From My First Moment» Шарлотта Чёрч хореография: Дэвид Уилсон                                                                                | - «The Embrace» - «The Scent of Love» - «Deep Into The Forest» (из фильма «Пианино») Майкл Найман - «Tree of Life Suite: Wild Side» Роберто Каччапалья хореография: Бенуа Ришо | - «Don’t Tell Mama» (из мюзикла «Кабаре») Джон Кандер, Фред Эбб - «Jin» Tsukuyomi                                                                     |
| 2017—2018 | - «Лунная Соната» Людвиг ван Бетховен хореография: Бенуа Ришо                                                                                   | - «Амели»: - «La Valse d’Amélie» - «On The Wire» - «The Drowned Girl» Янн Тирсен хореография: Бенуа Ришо                                                                       | - «Diamonds Are Forever» Ширли Бэсси - «The Name’s Bond… James Bond» Николас Додд                                                                     |
| 2016—2017 | - «The Artist» Людовик Бурс хореография: Массимо Скали                                                                                          | - «The Color Purple» Куинси Джонс хореография: Массимо Скали | - «Primavera Porteña» Астор Пьяццолла в исполнении Кадзума Миура                                                                                      |
| 2015—2016 | - «Малагенья» Эрнесто Лекуона хореография: Масасиро Кавагое                                                                                     | - «The Color Purple» Куинси Джонс хореография: Массимо Скали | |
| 2014—2015 | - «Dark Eyes» Флориан Херманн хореография: Масасиро Кавагое Соноко Накано, Юкина Ота                                                            | - «Увертюра» (Ромео и Джульетта) Пётр Чайковский хореография: Масасиро Кавагое Соноко Накано, Юкина Ота                                                                        | |
| 2013—2014 | - «Anything Goes» Коул Портер хореография: Масасиро Кавагое                                                                                     | - «Аладдин» Алан Менкен хореография: Масасиро Кавагое | |

## Спортивные достижения

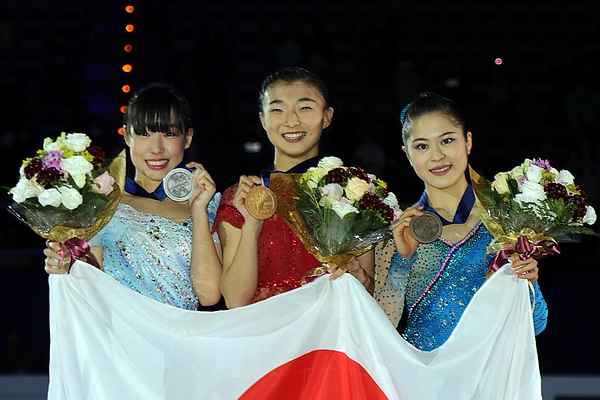
Призёры чемпионата четырёх континентов 2018 (слева направо): Маи Михара (серебро), Каори Сакамото (золото), Сатоко Мияхара (бронза)

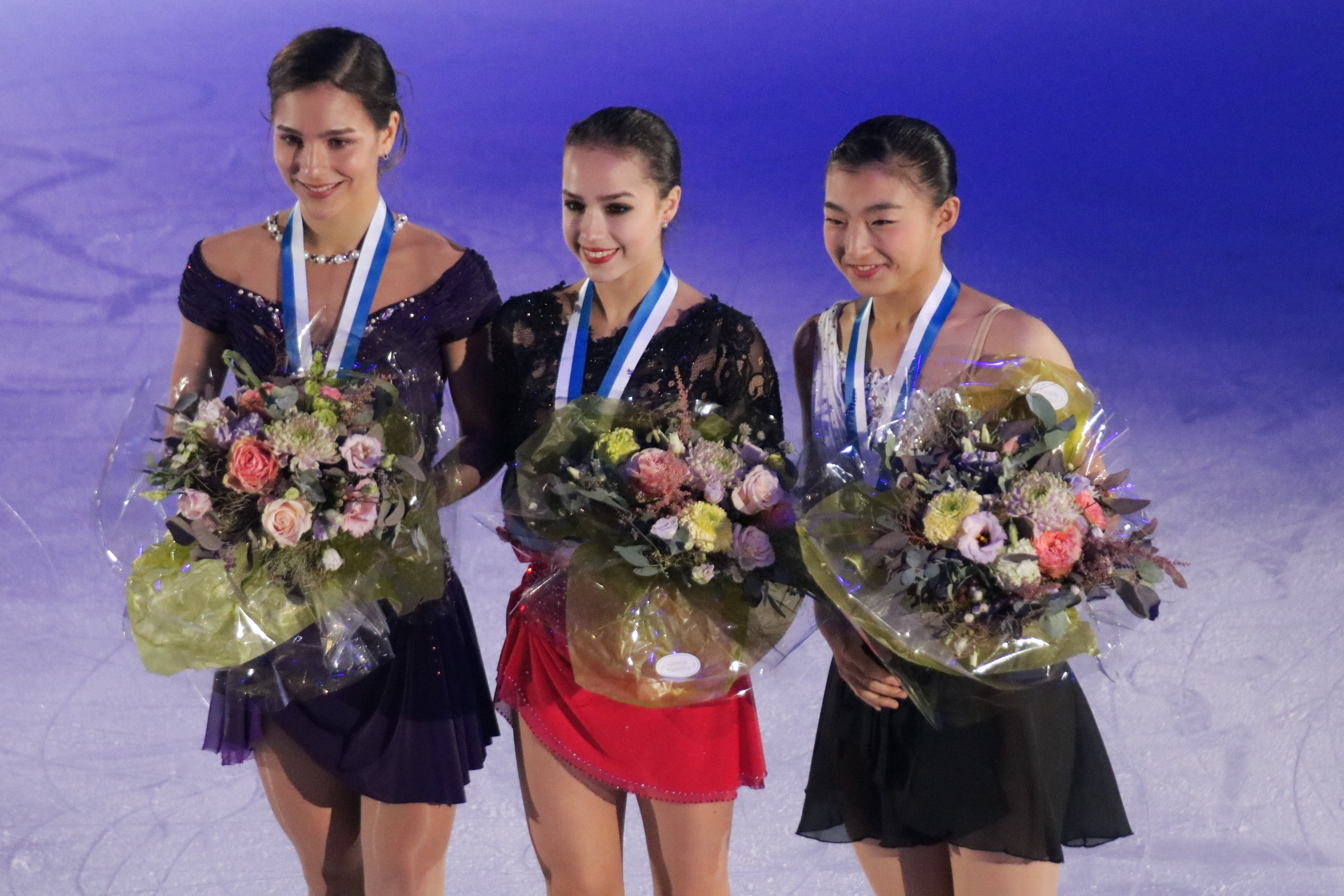
Призёры Гран-при Хельсинки 2018 (слева направо): Станислава Константинова (серебро), Алина Загитова (золото), Каори Сакамото (бронза)

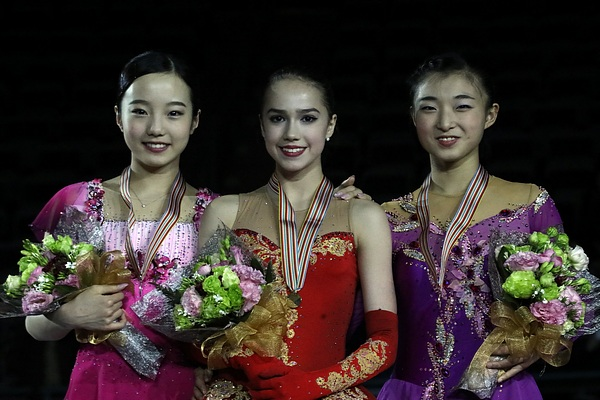
Призёры чемпионата мира среди юниоров 2017 (слева направо): Марин Хонда (серебро), Алина Загитова (золото), Каори Сакамото (бронза)

| Соревнования                             | 12/13         | 13/14         | 14/15         | 15/16         | 16/17         | 17/18         | 18/19         | 19/20         | 20/21         | 21/22         | 22/23         | 23/24         | 24/25         |
| Международные                            | Международные | Международные | Международные | Международные | Международные | Международные | Международные | Международные | Международные | Международные | Международные | Международные | Международные |
| ---------------------------------------- | ------------- | ------------- | ------------- | ------------- | ------------- | ------------- | ------------- | ------------- | ------------- | ------------- | ------------- | ------------- | ------------- |
| Зимние Олимпийские игры                  |               |               |               |               |               | 6             |               |               |               | 3             |               |               |               |
| Чемпионаты мира                          |               |               |               |               |               |               | 5             |               | 6             | 1             | 1             | 1             | 2             |
| Чемпионаты четырёх континентов           |               |               |               |               |               | 1             | 4             | 5             |               |               |               |               |               |
| Финалы Гран-при                          |               |               |               |               |               |               | 4             |               |               | C             | 5             | 1             | 3             |
| Этапы Гран-при. Rostelecom Cup           |               |               |               |               |               | 5             |               |               |               |               |               |               |               |
| Этапы Гран-при. Skate America            |               |               |               |               |               | 2             | 2             | 4             |               | 4             | 1             |               |               |
| Этапы Гран-при. NHK Trophy               |               |               |               |               |               |               |               |               | 1             | 1             | 2             |               | 1             |
| Этапы Гран-при. Internationaux de France |               |               |               |               |               |               |               | 4             |               |               |               |               |               |
| Этапы Гран-при. Skate Canada             |               |               |               |               |               |               |               |               |               |               |               | 1             | 1             |
| Этапы Гран-при. Финляндия                |               |               |               |               |               |               | 3             |               |               |               |               | 1             |               |
| Челленджеры. Asian Trophy                |               |               |               |               |               |               |               |               |               | 2             |               |               |               |
| Челленджеры. Lombardia Trophy            |               |               |               |               |               |               | 4             |               |               |               | 2             |               | 3             |
| Челленджеры. Autumn Classic              |               |               |               |               |               |               |               |               |               |               |               | 1             |               |
| Челленджеры. U.S. Classic                |               |               |               |               |               | 4             |               |               |               |               |               |               |               |
| Asian Trophy                             |               |               |               | 3             |               | 1             |               |               |               |               |               |               |               |
| Challenge Cup                            |               |               |               |               |               |               |               |               |               |               | 1             | 1             |               |
| Coupe du Printemps                       |               |               |               |               |               | 2             |               |               |               |               |               |               |               |
| Азиатские игры                           |               |               |               |               |               |               |               |               |               |               |               |               | 2             |
| Универсиада                              |               |               |               |               |               |               |               |               |               |               | 2             |               |               |
| Международные командные                  |               |               |               |               |               |               |               |               |               |               |               |               |               |
| Зимние Олимпийские игры                  |               |               |               |               |               | 5             |               |               |               | 2             |               |               |               |
| Командные чемпионаты мира                |               |               |               |               |               |               | 2             |               | 3             |               | 3             |               | 2             |
| Japan Open                               |               |               |               |               |               |               | 1             |               |               |               | 1             |               |               |
| Национальные                             |               |               |               |               |               |               |               |               |               |               |               |               |               |
| Чемпионаты Японии                        |               |               | 6             | 13            | 7             | 2             | 1             | 6             | 2             | 1             | 1             | 1             | 1             |
| Первенство Японии среди юниоров          | 9             | 6             | 2             | 5             | 1             |               |               |               |               |               |               |               |               |
| Международные среди юниоров              |               |               |               |               |               |               |               |               |               |               |               |               |               |
| Чемпионаты мира среди юниоров            |               |               | 6             |               | 3             |               |               |               |               |               |               |               |               |
| Юношеские Олимпийские игры               |               |               |               | 6             |               |               |               |               |               |               |               |               |               |
| Финалы юниорского Гран-при               |               |               |               |               | 3             |               |               |               |               |               |               |               |               |
| Этапы юниорского Гран-при. Чехия         |               | 6             |               |               |               |               |               |               |               |               |               |               |               |
| Этапы юниорского Гран-при. Франция       |               |               |               |               | 2             |               |               |               |               |               |               |               |               |
| Этапы юниорского Гран-при. Япония        |               |               | 7             |               | 1             |               |               |               |               |               |               |               |               |
| Этапы юниорского Гран-при. Латвия        |               |               |               | 2             |               |               |               |               |               |               |               |               |               |
| Этапы юниорского Гран-при. Польша        |               |               |               | 4             |               |               |               |               |               |               |               |               |               |
| Asian Trophy                             |               | 1             |               |               |               |               |               |               |               |               |               |               |               |
| Challenge Cup                            |               | 1             |               |               |               |               |               |               |               |               |               |               |               |
| Triglav Trophy                           | 2 N.          |               |               |               |               |               |               |               |               |               |               |               |               |